# Paula Bobone

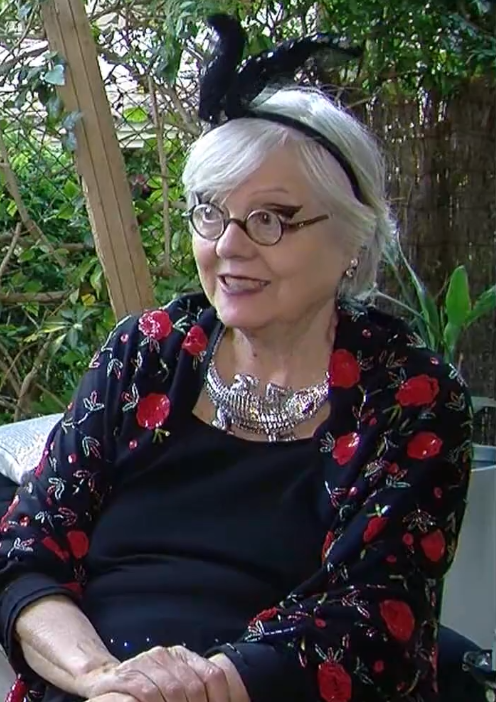
Paula Bobone em 2019

Maria Paula Martins Ferreira d'Orey Bobone (Lisboa, 14 de Abril de 1945[ligação inativa]) é uma escritora e consultora portuguesa. Paula Bobone é especialista em etiqueta, protocolo, imagem pessoal, gestão de eventos, educação infantil e história social.

## Obras
- Lagarto pintado: colectânea de poesias portuguesas para a infância (1981);
- Socialmente Correcto (2000);
- Profissionalmente Correcto (2000);
- Cara Metade (2001);
- Socialíssimo - o Jet Set em Revista (2003);
- Dicionário de Etiqueta: regras para viver bem em sociedade (2004);
- Manual de Instruções para um Homem de Sucesso (2008);
- Eventologia - ciência e artes da criação e gestão de eventos (2010);
- Domesticalia - The Traditional Guide for today's Domestic Staff (2021)
- Educação Queque (2018).
- Queridas Sopas
- Queridas Jóias

## Televisão
- Participação regular sobre Etiqueta e Protocolo no Programa  na "Praça da Alegria" - RTP1
- Participação no "Há Tarde" - RTP1
- Produtora e apresentadora do "Champagne e Camomila" - TV RECORD